# Wielki luz
Wielki luz (ang. The Big Easy) – amerykańska komedia kryminalna z 1986 roku w reżyserii Jima McBride'a. Akcja filmu rozgrywa się w Nowym Orleanie. 

## Obsada
- Dennis Quaid – porucznik Remy McSwain
- Ellen Barkin – prokurator Anne Osborne
- Ned Beatty – kapitan Jack Kellom
- Charles Ludlam – adwokat Lamar Parmentel
- Lisa Jane Persky – detektyw McCabe
- John Goodman – sierżant Andre DeSoto
- Bob Kearney – sierżant Kearney
- Tom O’Brien – Bobby, brat Remy’ego
- Grace Zabriskie – Mama
- Ebbe Roe Smith – detektyw Dodge
- Gailard Sartain – Paul
- Marc Lawrence – Vinnie „The Cannon” DiMotti
- Solomon Burke – „Tatusiek” Mention